# Staffan Skerfving
Staffan Skerfving, född 30 december 1940 i Malmö, är en svensk läkare och tidigare professor i yrkesmedicin vid Lunds universitet.
Skerfving studerade medicin vid Karolinska Institutet, blev legitimerad läkare 1966 och medicine doktor 1972. Han blev 1973 docent vid och 1981 professor i yrkesmedicin vid Lunds universitet, sedan 2008 professor emeritus/seniorprofessor. 1977–2012 var han överläkare vid arbets- och miljömedicinska kliniken vid Universitetssjukhuset i Lund. Han har varit vetenskapligt råd åt Arbetsmiljöverket, Socialstyrelsen, Livsmedelsverket och Kemikalieinspektionen.
Skerfving har publicerat vetenskapliga artiklar främst om metalltoxikologi, miljöbetingad cancer, miljöbetingad luftvägssjukdom och yrkesbetingade muskuloskeletala sjukdomar. Flertalet arbeten har avsett riskbedömning, inklusive utveckling av metoder för mätning av exponering och ohälsoeffekter, förhållanden mellan exponering och ohälsorisk samt mekanistiska studier. Metodiken har främst varit epidemiologisk, men även experimentell hos människa och djur.